# Посацький Михайло
Михайло Посацький (нар. 4 січня 1876 — пом. ?) — український мандрівник, письменник, професор гімназії, філолог-класик, член комісії з класичної філології НТШ.

## З біографії
Михайло Посацький народився 4 січня 1876 року в селі Хотинь над Лімницею, біля Калуша. У дванадцять років Михайла віддали до Станиславської гімназії, де він навчався протягом семи років, з 1888 до 1895 року. Гімназію не закінчив. З жовтня 1898 року три роки прослужив у війську. Служба проходила у 18-му полку крайової оборони у місті Перемишлі. З осені 1901 року повернувся до навчання, але закінчував його не в Станіславові, а в Академічній гімназії у Львові (1901—1902 роки) Вчителями Посацького у гімназії були Едвард Харкевич (директор, вчитель латини), Тадей Мандибур (вчитель греки і філософії), Іван Боберський (вчитель німецької), Омельян Савицький (вчитель математики і фізики), Діонісій Дорожинський (вчитель релігії), Казимир Ціммерман (польська мова), Ілля Кокорудз (вчитель української мови). Серед Михайлових однокласників були майбутні письменники Осип Турянський і Юліан Опільський, літературознавець Михайло Тершаковець, майбутній директор Академічної гімназії Северин Лещій. 31 травня 1902 року Михайло з відзнакою склав іспит зрілості. Після гімназії Посацький чотири роки навчався на філософському факультеті Львівського університету. де вивчав класичну філологію і німецьку мову. Відвідував грецький семінар у грециста Станіслава Вітковського, латинський семінар у Броніслава Кручкевича, слухав курси в Казимира Твардовського та Болеслава Маньковського.
Восени 1906 року, в тридцятирічному віці, Посацький почав свою педагогічну діяльність, спершу як заступник вчителя у Станиславській гімназії, а з лютого 1907 й до літа 1908 року — в Бережанській гімназії, яку того ж року закінчував Михайло Рудницький. 1908 року Посацький став дійсним вчителем в Коломийській гімназії. Після Коломиї він чотири роки працював у Стрийській гімназії (1909—1913), а перед Першою світовою війною переїхав до Львова. На той час директором Академічної гімназії у Львові був добре знайомий Посацькому Ілля Кококрудз, за припущенням Маркіяна Домбровського, саме він запропонував Посацькому посаду вчителя. В Академічній гімназії Посацький пропрацював з 1913 до 1931 року. Паралельно він працював у жіночій гімназії Сестер Василіянок, де викладав в 1911—1912 та 1914—1921 роках. В обох гімназіях Посацький викладав греку і латину, а згодом і німецьку.
Протягом 1918—1929 років Посацький був членом комісії з класичної філології НТШ, яку очолював Ілля Кокорудз.
У серпні 1924 року вирушив у 23-денну морську прогулянку Балтійським морем з Данціга вздовж берегів Швеції. Нарис про свої враження Посацький опублікував у газеті «Діло» (десять випусків). Нариси про свої інші подорожі публікував проятгом 1925—1931 років. Свою філософію мандрів виклав в есеї «Там, де нас нема» (1930). Через проблеми зі здоров'ям був змушений у 1929 році піти у відпустку на цілий семестр. За припущенням Маркіяна Домбровського, саме в цей час він здійснив свою тривалу подорож Грецією.
У 1929 році «Діло» публікує нариси Посацького «Боротьба биків», «Альгамбра», «На руїнах Колосеуму». У 1931 році Антін Крушельницький передруковує його італійські нариси «Між пальмами Сицилії» та «На руїнах Колізею» в гімназійній читанці «На провесні життя». У грудні 1931 «Діло» друкує серію його «вражень з Еспанії» під назвою «Толедо». 1934 року Посацький відвідує Ісландію, після повернення публікує нарис "Острів самотности". На початку 1938 року в книжковій серії «Діла» вийшла друком його головна праця «Греція — усміх життя».
Про життя Посацького після виходу на пенсію відомо дуже мало. Так само невідомо, коли він помер і де похований.

## Видання
- Михайло Посацький, Греція — усміх життя. Зібрані твори. — Львів: видавництво «Піраміда», 2024. — 368 с.